# Иван Константинов (учител)
Иван Константинов или Костадинов е български просветен деец и етнограф от Македония.

## Биография
Роден е в Енидже Вардар, тогава в Османската империя, днес Яница, Гърция. Работи като шивач. Завършва първи гимназиален клас и става учител към Българската екзархия. Събира филологически материали из Ениджевардарско и ги публикува във вестник „Новини“.
По време на Междусъюзническата война в 1913 година е опълченец в III рота на VII Кумановска дружина на Македоно-одринското опълчение. Изчезва безследно след сражение срещу сръбските войски.